# Vegyes szabad program szinkronúszás a 2015-ös úszó-világbajnokságon
A 2015-ös úszó-világbajnokságon a szinkronúszás vegyes szabad programjának selejtezőjét július 28-án, a döntőjét pedig két nappal később, július 30-án rendezték meg a Kazan Arenában.
A vizes világbajnokságon először debütáló vegyes szabad programot a házigazdák párosa, Darina Valitova és Alekszandr Malcev nyerte, akik szoros versenyben előzék meg a Kristina Lum-Underwood, Bill May amerikai duót.

## Versenynaptár
Az időpontok helyi idő szerint olvashatóak (GMT +03:00).
| Dátum                       | Időpont | Forduló   |
| --------------------------- | ------- | --------- |
| 2015. július 28., kedd      | 12:25   | Selejtező |
| 2015. július 30., csütörtök | 19:15   | Döntő     |

## Eredmény
Zölddel kiemelve a döntőbe jutottak
| Helyezés  | Versenyző                             | Ország              | Selejtező | Selejtező | Döntő   | Döntő   |
| Helyezés  | Versenyző                             | Ország              | Pontok    | Rangsor   | Pontok  | Rangsor |
| --------- | ------------------------------------- | ------------------- | --------- | --------- | ------- | ------- |
| Aranyérem | Darina Valitova Alekszandr Malcev     | Oroszország (RUS)   | 89,3667   | 2         | 91,7333 | 1       |
| Ezüstérem | Kristina Lum-Underwood Bill May       | USA (USA)           | 90,5000   | 1         | 91,4667 | 2       |
| Bronzérem | Mariangela Perrupato Giorgio Minisini | Olaszország (ITA)   | 87,9667   | 4         | 89,3333 | 3       |
| 4         | Virginie Dedieu Benoît Beaufils       | Franciaország (FRA) | 88,5333   | 3         | 88,5333 | 4       |
| 5         | Gemma Mengual Pau Ribes               | Spanyolország (ESP) | 86,9000   | 5         | 86,8000 | 5       |
| 6         | Katerina Reznik Anton Timofejev       | Ukrajna (UKR)       | 85,5667   | 6         | 85,1333 | 6       |
| 7         | Adacsi Jumi Abe Acusi                 | Japán (JPN)         | 84,9667   | 7         | 84,9000 | 7       |
| 8         | Stéphanie Leclair René Prévost        | Kanada (CAN)        | 82,3333   | 8         | 82,5333 | 8       |
| 9         | Yağmur Demircan Gökçe Akgün           | Törökország (TUR)   | 76,5333   | 9         | 76,3667 | 9       |
| 10        | Sabina Holubová Ondřej Cibulka        | Csehország (CZE)    | 73,7000   | 10        | 71,5667 | 10      |